# Avaradalu, Somvarpet
Avaradalu là một làng thuộc tehsil Somvarpet, huyện Kodagu, bang Karnataka, Ấn Độ.